# Coll de Jou (Guixers)
El Coll de Jou és un port de muntanya situat al municipi de Guixers (Solsonès), a 1.461,5 m d'altitud, a la solana de la serra de Querol. A banda d'un important nus de comunicació és també partió d'aigües entre les conques de l'Ebre i del Llobregat.

## Carreteres
- La LV-4241b (inaugurada el 1935)
  - Pel SW, el ramal que porta a Solsona (a 23 km) passant per Lladurs
  - Per l'est, el ramal que porta a Sant Llorenç de Morunys (7 km)
- Per l'oest, la L-401 que ve del Pont d'Espia (a 41 km) passant per Perles (a 34 km), Alinyà (a 31 km), Llinars (a 24 km), Cambrils (a 21 km) i Odèn (a 14 km). Aquesta carretera, inaugurada el 1957, va ser dissenyada i iniciada amb l'objectiu d'impedir les incursions del maquis i construïda per presoners del bàndol republicà de la Guerra Civil Espanyola condemnats a treballs forçats.
- Pel NE, la carretera que porta a l'estació d'esquí del Port del Comte (a 8 km)

## Pistes i camins
* Pel nord, la pista (sense pavimentar) que puja als prats de Bacies (a 6,5 km)
* Pel NW, la pista (pavimentada) que porta a la zona d'esbarjo de la Creu del Codó (a 1.471 m).
* El sender de gran recorregut GR 1
Cal destacar també que tot just iniciada la de la carretera L-401, a la dreta, hi ha la font de Coll de Jou.